# John Boland (Politiker)
John Boland (* 30. November 1944 in Dublin; † 14. August 2000) war ein irischer Politiker der Fine Gael.
Von 1969 bis 1977 gehörte er dem Seanad Éireann an. Danach war er von 1977 bis 1989 Abgeordneter (Teachta Dála) im Dáil Éireann. Im 22. Dail war Boland vom 30. Juni 1981 bis zum 9. März 1982 Bildungsminister. Im 24. Dail war er vom 14. Dezember 1982 bis zum 14. Februar 1986 Minister für den Öffentlichen Dienst. Danach war er vom 14. Februar 1986 bis zum 10. März 1987 Umweltminister und bekleidete im Anschluss das Amt des Gesundheitsministers vom 20. Januar 1987 bis zum 10. März desselben Jahres.